# Wolfgang Fröde
Wolfgang Fröde (* 19. Februar 1952 in Bensberg; † 22. November 2009 in Erkelenz) war ein deutscher Maler.

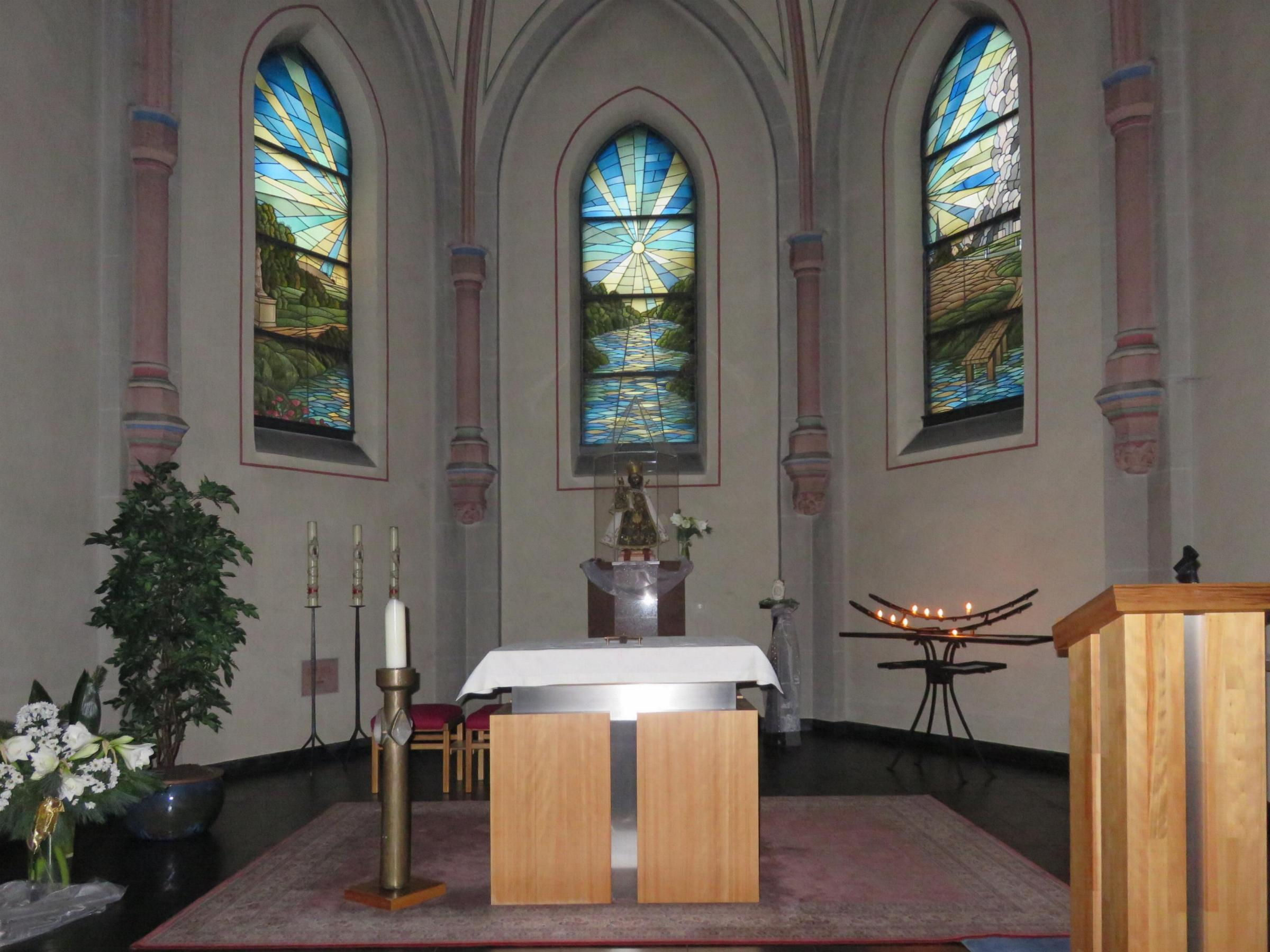
Drei der sechs von Fröbe gestalteten Fenster der Hetzerather St.-Josef-Kirche:
• Links: Landschaft mit Madonnenstatue und Braunkohlebagger im Hintergrund.
• Mitte: Jesus Christus.
• Rechts: Dörfliche Idylle im Gegensatz zur Anonymität der modernen Trabantenstadt.

## Leben

### Ausbildung und Privatleben
Er kam 1952 in der damals noch selbständigen Stadt Bensberg im Bergischen Land zur Welt. An der Fachhochschule Köln studierte Fröde Kunst und Design und anschließend war er Meisterschüler von Dieter Kraemer. Zunächst lebte er in Köln, dann in Aachen und schließlich seit Ende der 1980er Jahre im Erkelenzer Dorf Hetzerath. Dort starb er im November 2009 im Alter von nur 57 Jahren.

### Künstlerische Karriere
Fröde betätigte sich seit 1973 als freischaffender Maler und gehörte in jenem Jahr in Köln zusammen mit unter anderem Wolfgang Niedecken und Heinz Zolper zu den Gründern der Produzentengemeinschaft „ARS“. Mehrfach war er ab 1976 auf internationalen Kunstmessen in Düsseldorf, Köln, Paris, Basel und Brüssel vertreten und präsentierte darüber hinaus Gemälde in zahlreichen Einzel- und Gruppenausstellungen. Seine Werke – die er selbst dem magischen Realismus zuordnete – befinden sich im Besitz beispielsweise der Neuen Pinakothek in München, des Emslandmuseums in Sögel sowie des Ludwig-Forums für Internationale Kunst in Aachen. Zwischen 1993 und 1995 gestaltete er sechs neue Bleiglasfenster für den älteren Abschnitt der römisch-katholischen St.-Josef-Kirche in Hetzerath.
Ab 1977 setzte sich Fröde auch mit Fotografie als Kunstform auseinander. Außerdem hegte er eine große Faszination für Windmühlen. So ist nicht nur auf einem der Kirchenfenster eine Bockwindmühle abgebildet, sondern er realisierte in den 1980er Jahren auch einen Fernsehfilm und mehrere Printpublikationen zu diesem Thema.

## Auszeichnungen
- 1975: Förderpreis der Stadt Aachen[1]

## Publikationen (Auswahl)
- Edelgard Fröde; Wolfgang Fröde: Windmühlen in Deutschland, Holland, Belgien. Energiespender und ästhetische Architektur. DuMont Buchverlag, 1981, ISBN 978-3-7701-1222-7, 239 Seiten.
- Wolfgang Fröde: Windmühlen. Ellert & Richter Verlag, 1987, ISBN 3-89234-024-2, 56 Seiten.
- Wolfgang Fröde; Susanne Bartsch; Josef Bieker: Windmühlen. Im Wandel der Jahrhunderte. Mercator-Verlag, 1989, ISBN 978-3-87463-153-2, 84 Seiten.